# Préneron
 Préneron  là một xã thuộc tỉnh Gers trong vùng Occitanie tây nam nước Pháp. Xã này có độ cao trung bình 170 mét trên mực nước biển.
Sông Auzoue chảy theo hướng bắc qua phía tây thị trấn.